# ژانگمو
ژانگمو (به لاتین: Zhangmu) یک شهرک در جمهوری خلق چین است که در Nyalam County واقع شده‌است.

## نگارخانه

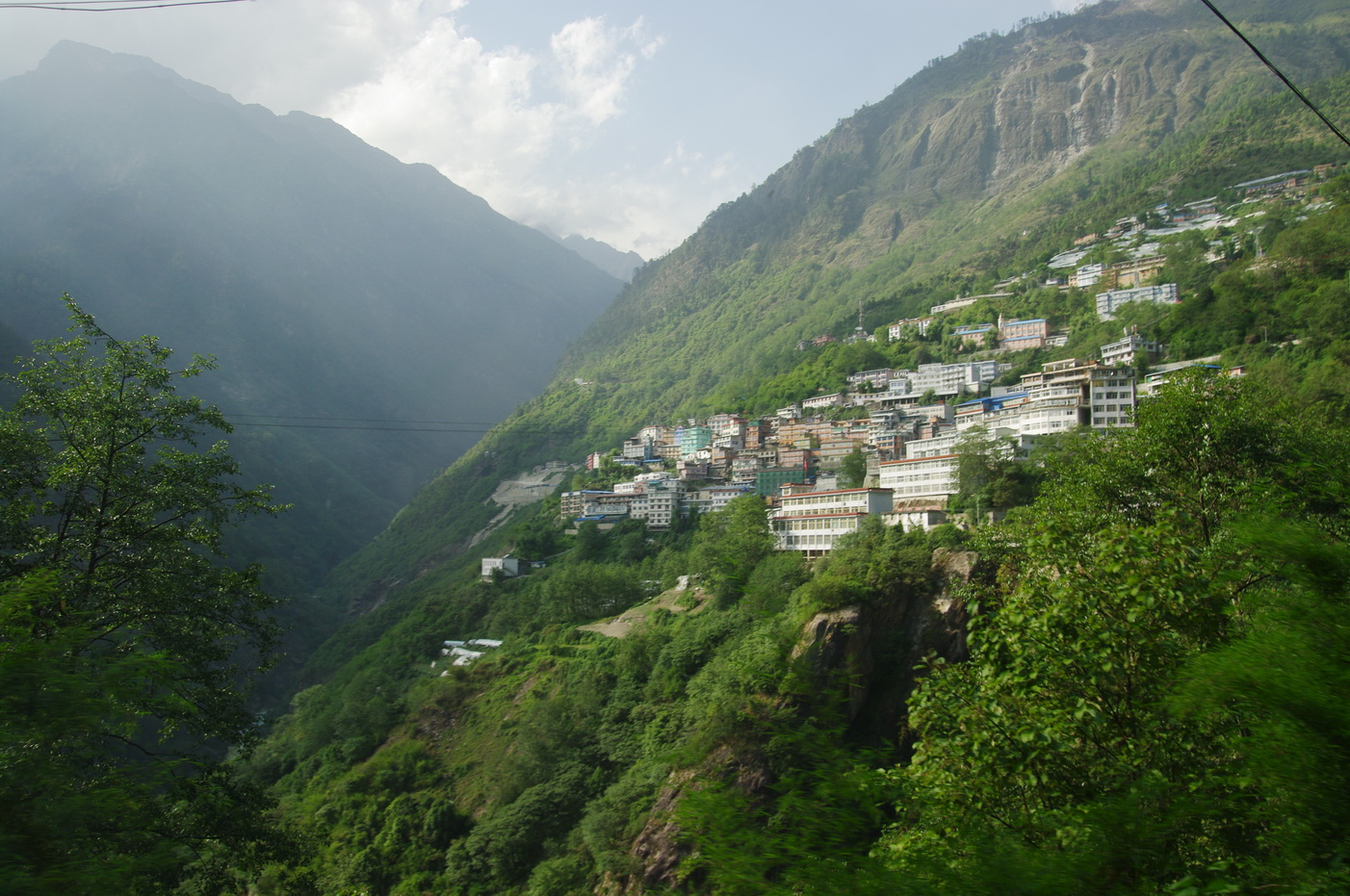
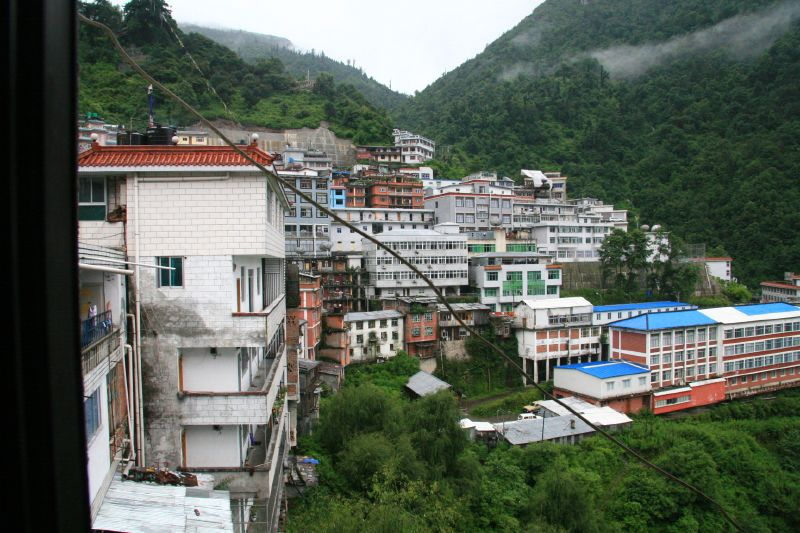
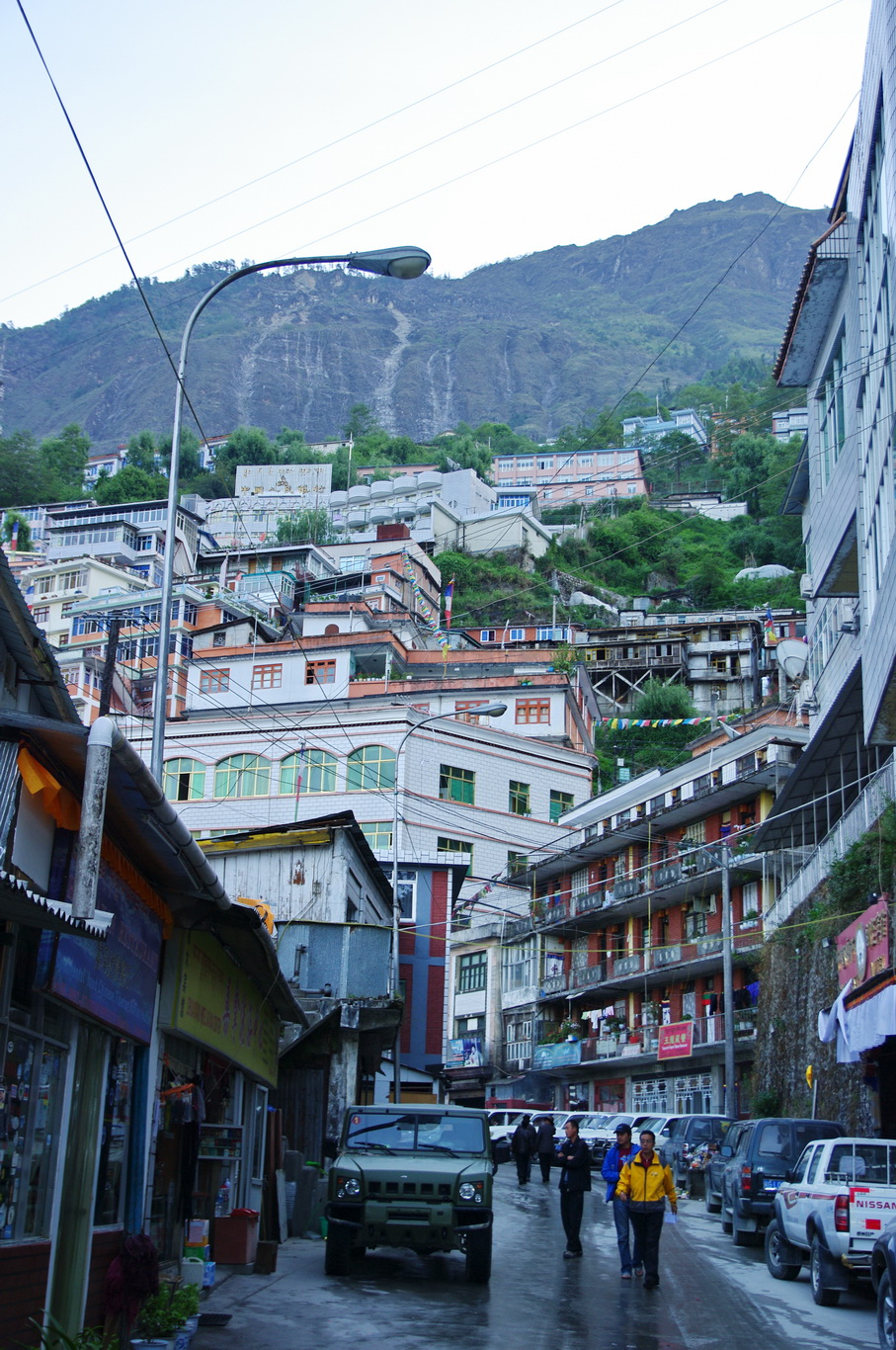
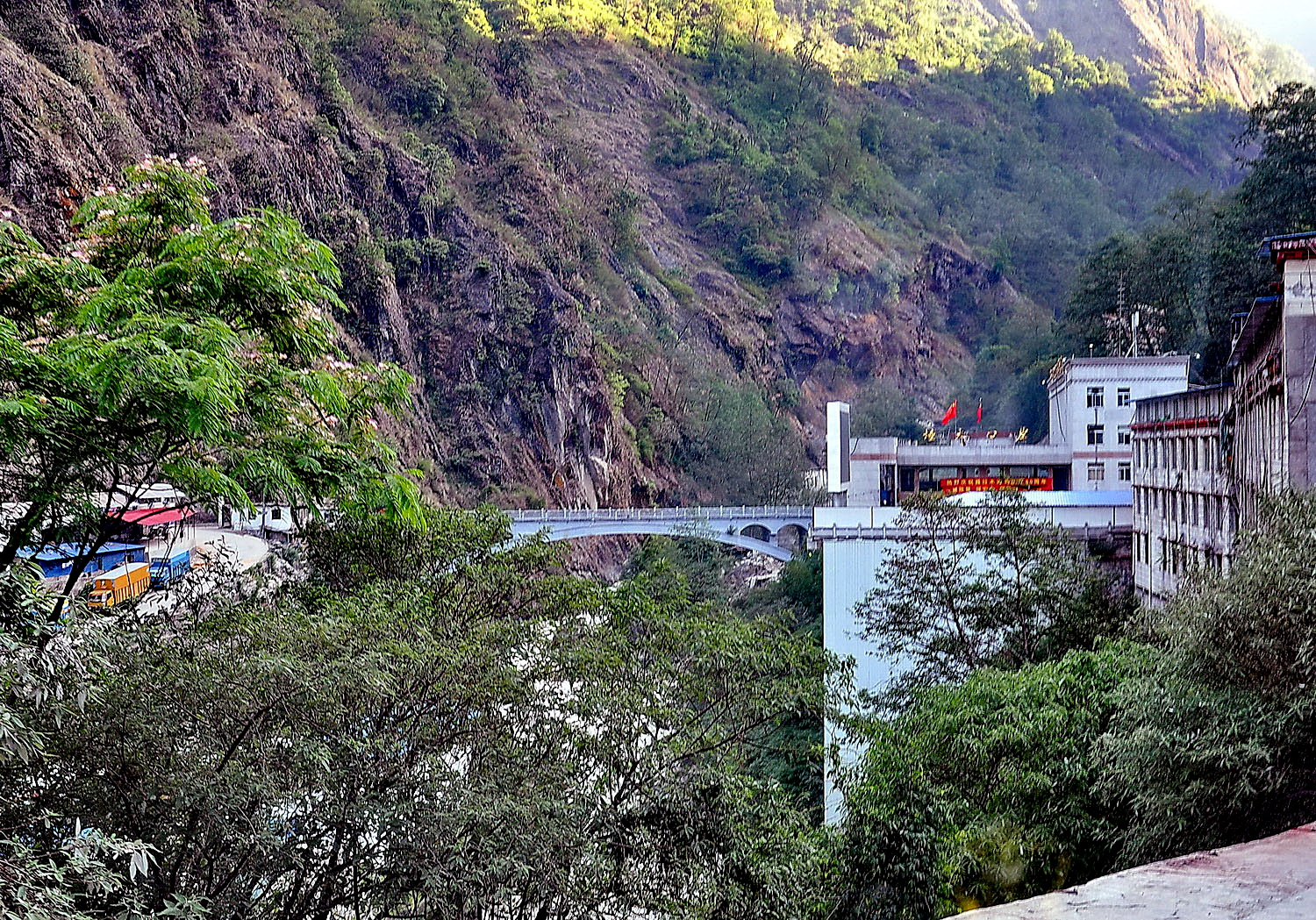
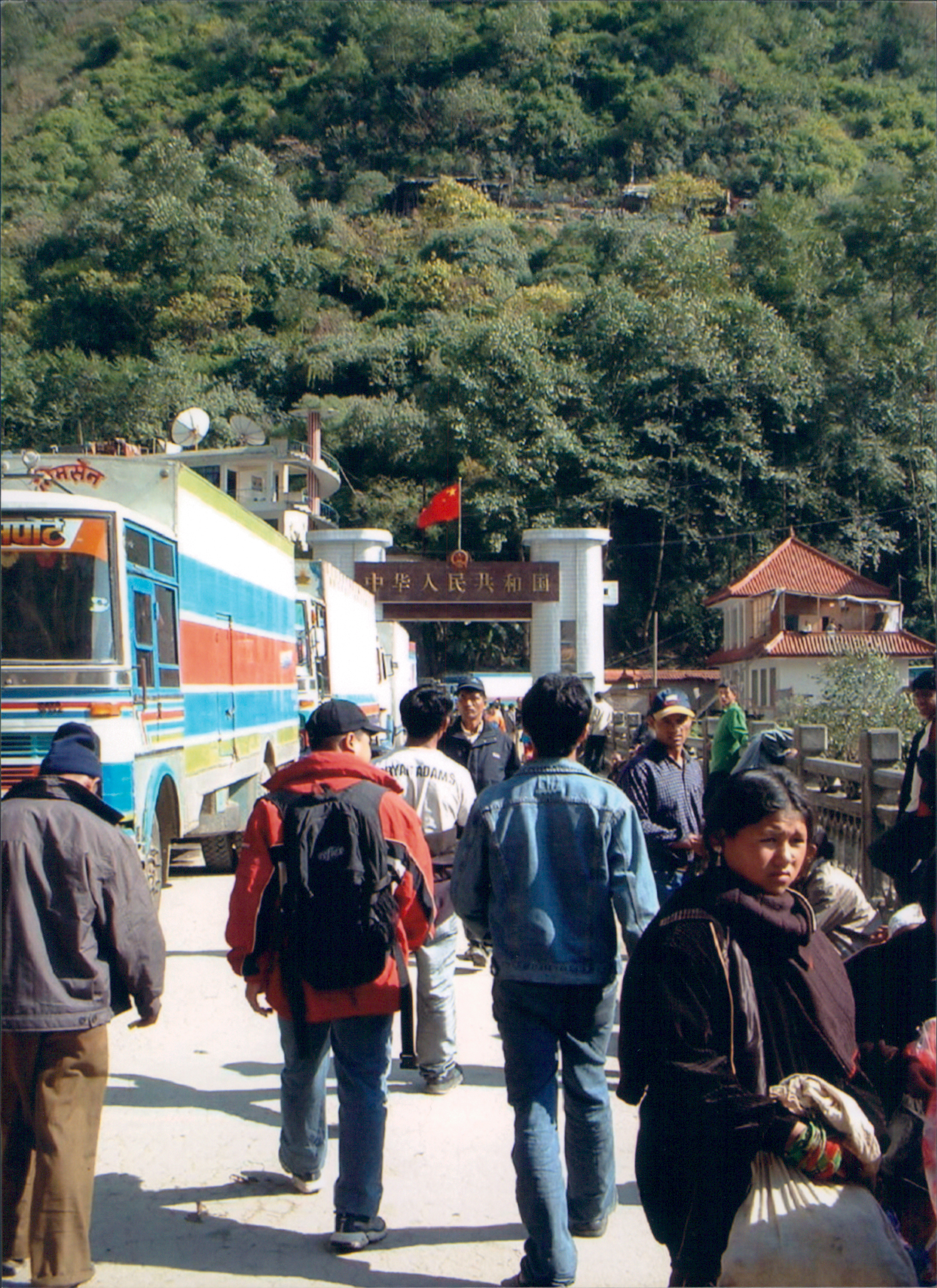